# Apoteket Draken

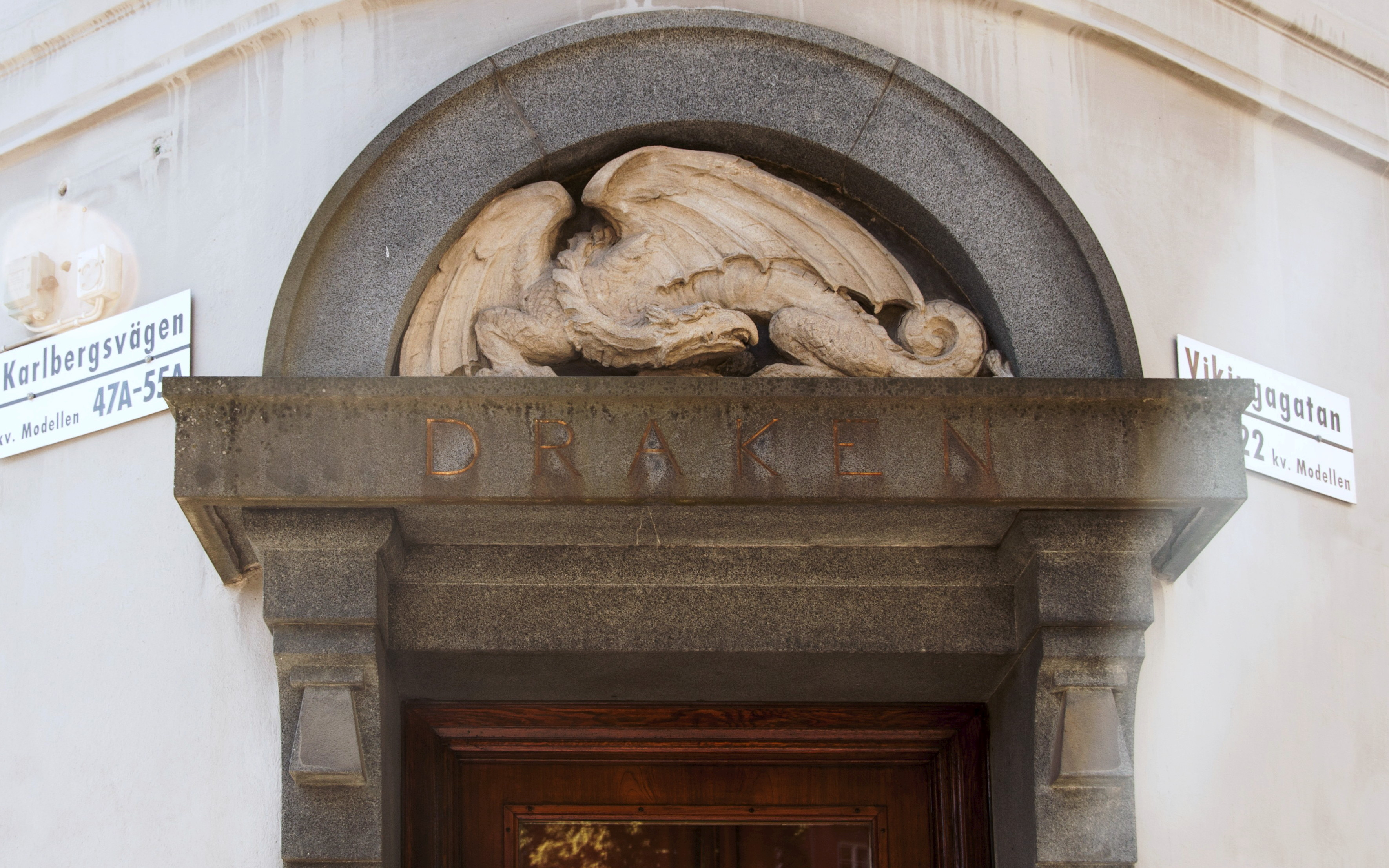
Draken över apotekets ursprungliga entré vid Karlbergsvägen / Vikingagatan.

Apoteket Draken inrättades 1929 i hörnhuset Karlbergsvägen 55 / Vikingagatan 28 i Vasastan i Stockholm. Verksamheten flyttades 1981 till Karlbergsvägen 43B där Draken numera är en filial av Apoteksgruppen.

## Historik

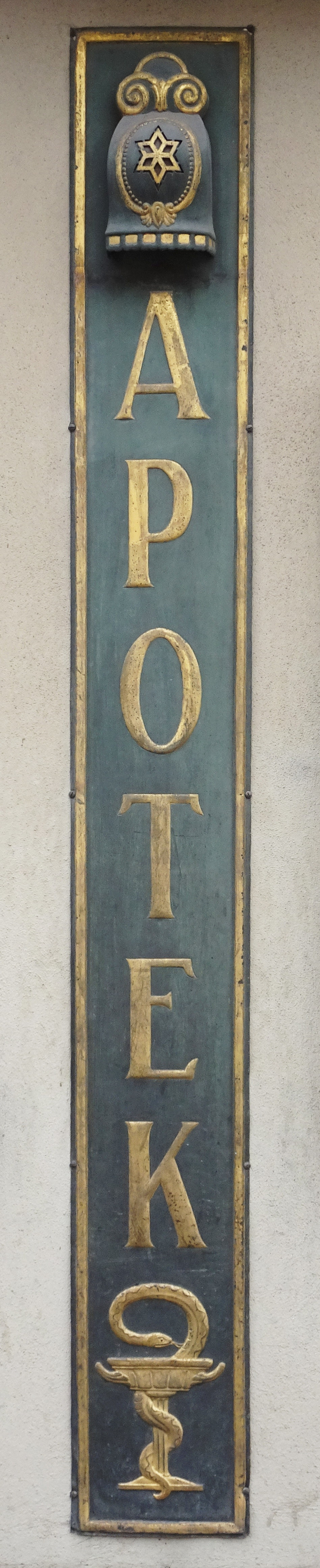

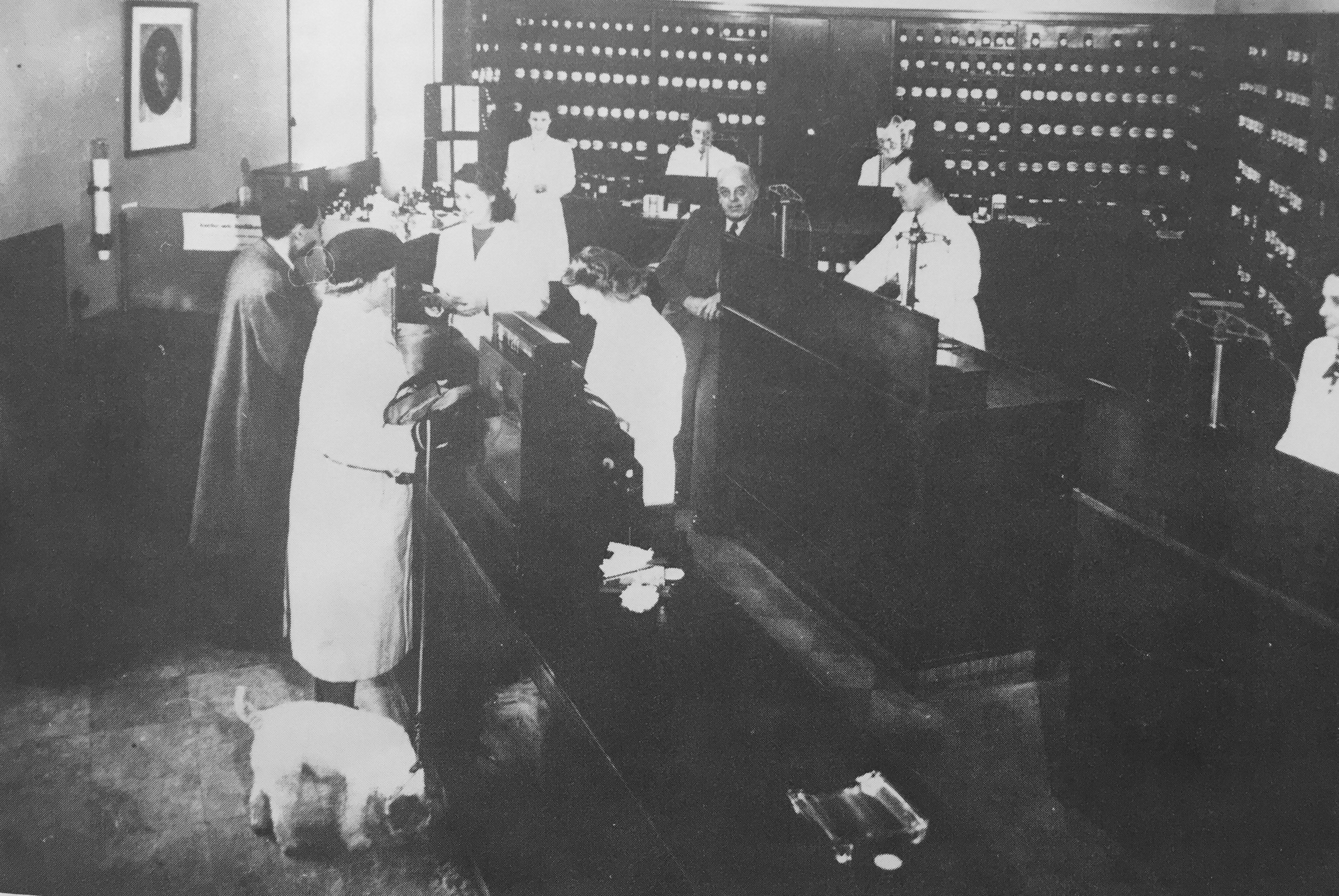
Apoteket Drakens gamla officin.

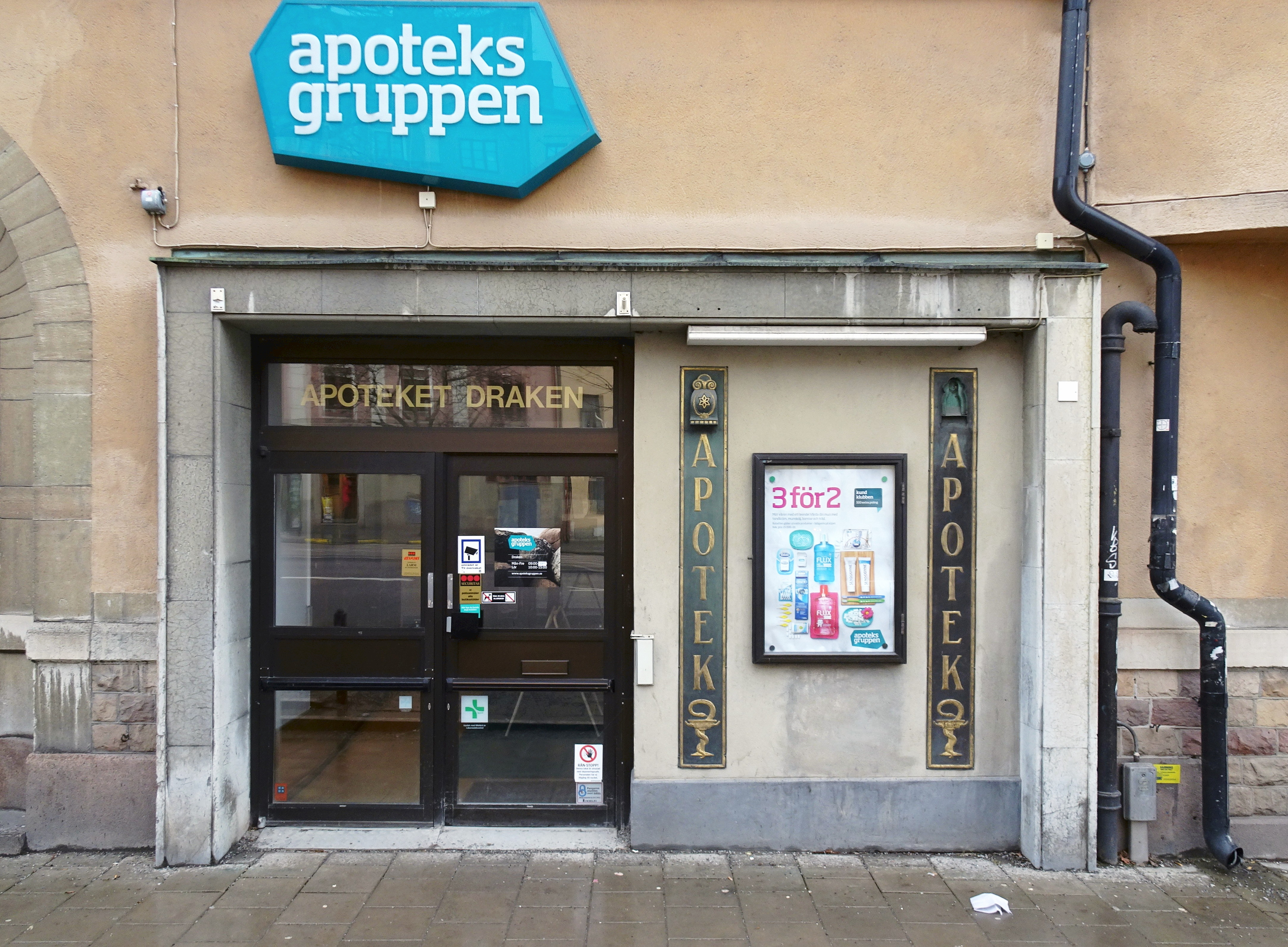
Apoteket Drakens nuvarande butik.

Hörnhuset i fastigheten Metallen 1 uppfördes 1905 som bostads- och affärshus efter ritningar av arkitekt Olof Jonson. 1929 byggdes bottenvåningens hörnlokal om för att passa apoteksverksamhet, ansvarig arkitekt var J. Söderström. Där fanns lokaler i två plan. På bottenvåningen låg bland annat apotekets officin med försäljningen av läkemedel till allmänheten samt materialkammare, laboratorium, analysrum, personalrum och kontor. I källarvåningen fanns svalrum, förråd och packbord.
Apotekets publika del nåddes via hushörnet, som smyckades av en dekorativ portomfattning i sten, krönt av ett halvcirkelformat överstycke med en skulptur av en drake. 1954 genomfördes en ombyggnad, då fick även entrédörrens glas en drake, som var inetsat. 
Inredningen var utförd av brunbetsad björk med intarsia i form av band och ränder. Vid en inventering av Riksantikvarieämbetet och Statens historiska museer 1980 var inredningen så gott som oförändrad. Tre av recepturerna var ursprungliga från 1930 och en hade tillkommit i samband med ombyggnaden 1954 och formgivits att likna de övriga.
Enligt inventeringen från 1980 bedömdes Draken tillsammans med tio andra stockholmsapotek för kulturhistoriskt intressant. För Drakens del ansåg man att officininredningen av brunbetsad björk är en av de få helt komplett bevarade från 1930-talet i tidstypiskt utförande och av hög kvalitet och borde därför omfattas av ett bevarandeskydd.
År 1981 sammanslogs apoteket med Stenbocken och flyttades några kvarter till hörnet Karlbergsvägen 43B / Torsgatan 50 där man övertog en tidigare postlokal. Två äldre apoteksskyltar i grönmålat plåt med guldtext som prytt Stenbockens kopparportal togs till den nya adressen och uppsattes till höger om entrén. Drakens värdefulla officininredningen togs ner och sattes dock inte upp igen.